# Sirča
Sirča (cyr. Сирча) – wieś w Serbii, w okręgu raskim, w mieście Kraljevo. W 2011 roku liczyła 1338 mieszkańców.